# Lista över studentoverallsfärger
Detta är en lista över studentoverallsfärger samt färger på motsvarande studentkläder med samma funktion. Listan är sorterad i bokstavsordning efter lärosäte och innehåller enbart kläder för program eller linjer, inte overaller som enbart används av mindre föreningar.
I vissa fall går färgerna också igen i studentkårens, fakultetsföreningens eller studentföreningens frackband.

## Blekinge tekniska högskola
2010-tal
| Färg | Färg         | Program |
| ---- | ------------ | --- |
|      | Brun         | Digitala spel |
|      | Rosa/Fuchsia | Digital ljudproduktion |
|      | Mörkgrå      | Digital bildproduktion |
|      | Limegrön     | Design av digitala och immersiva upplevelser |
|      | Röd          | Maskinteknik och Marinteknik |
|      | Grön         | Sjuksköterska |
|      | Vinröd       | Fysisk planering |
|      | Marinblå     | Högskoleingenjör i elektroteknik, Software engineering, Webbprogrammering,Civilingenjör i AI och maskininlärning och Civilingenjör i mjukvaruutveckling (BITS) |
|      | Lila         | Civilingenjör i industriell ekonomi (EKEN) |
|      | Orange       | Spelprogrammering, Civilingenjör i spel- och programvaruteknik, Technical artist i spel och Tekniskt basår (BOSS)                                              |
|      | Militärgrön  | IT-säkerhet, Civilingenjör i datorsäkerhet (ROOT) |

## Chalmers tekniska högskola
| Färg | Färg                     | Program                                                    |
| ---- | ------------------------ | ---------------------------------------------------------- |
|      | Limegrön                 | Affärsutveckling och Entreprenörskap i Byggsektorn         |
|      | Blå                      | Samhällsbyggnadsteknik                                     |
|      | Grönt                    | Kemiteknik                                                 |
|      | Grön och Svart           | Bioteknik samt Kemiteknik med fysik                        |
|      | Brun                     | Maskinteknik                                               |
|      | Silver och Bordeaux      | Teknisk Design                                             |
|      | Gul                      | Elektroteknik & Medicinteknik                              |
|      | Lila                     | Industriell ekonomi                                        |
|      | Orange                   | Datateknik                                                 |
|      | Petroleumblå och sandgul | Globala system                                             |
|      | Svart                    | Teknisk fysik                                              |
|      | Svart med röd text       | Teknisk matematik                                          |
|      | Röd                      | Arkitekt                                                   |
|      | Röd med blå text         | Arkitektur och teknik                                      |
|      | Turkos                   | Informationsteknik                                         |
|      | Grå                      | Automation och mekatronik                                  |
|      | Cerise                   | Högskoleingenjör                                           |
|      | Marinblå                 | Sjöingenjör, Internationell logistik, Sjökapten & Sjöbefäl |

## Karlstads Universitet
Högskola mellan 1977 och 1998. Högskolan blev sedan ett universitet 1999 och har varit det sedan dess. 
Informationen kommer från Seke (Civilingenjörerna Karlstad) hemsida
| Färg | Färg                             | Sektion         | Program | Grundad       |
| ---- | -------------------------------- | --------------- | --- | ------------- |
|      | Svart med gul text               | SEKE            | Civilingenjörerna Karlstad |               |
|      | Urtvättad orange (persikafärgat) | BAMSE           | Bygg alla maskinare samt elektro & energi och miljö | 1994          |
|      | Gul (varsel)                     | JFK             | Juridiska Föreningen i Karlstad |               |
|      | Rosa                             | KARLEKON        | Karlstad ekonomistuderandes förening | 1980          |
|      | Röd                              | LÄSK            | Lärarstuderande i Karlstad |               |
|      | Vit                              | SVIK            | Politices kandidat, Samhällsanalytiker eller Samhällsplanerarprogrammet vid Karlstads universitet                                                                            | 1994          |
|      | Vit (varsel)                     | IDIOT           | Intresseföreningen för innovation, teknik och design | 1995          |
|      | Bordeaux                         | Linda Carlstad  | Linjeförening för datavetare | 1984          |
|      | Blå och gul                      | TURE            | Turismprogammet vid Karlstads Universitet | 1991          |
|      | Svart och grön                   | INFERNO         | Förening för studenter som läser kommunikation & PR |               |
|      | Vit med blå revär                | CURA            | Föreningen för sjuksköterskor, tandhygienister, idrottsvetenskap samt hälsa och wellness                                                                                     |               |
|      | Blue                             | MEXIKA          | Studentförening för fastighetsekonomer | 2001          |
|      | Turkos                           | KRAMA           | Studenter som läser inom medie- och kommunikationsvetenskap | 2010          |
|      | Mörkblå                          | SPEX            | Förening för socionomer och psykologer |               |
|      | Lila (varsel)                    | PELIKAN         | Studenter som läser personal- och arbetslivsprogrammet | 1984          |
|      | Orange                           | KULTING         | Kulturvetarstudenternas förening |               |
|      | Grå (hängselbyxor)               | LiGISt          | Studentföreing för GIS-ingenjörer och mät- och kartteknikprogrammet |               |
|      | Gul                              | MiNK            | Föreningen för studenter som studerar miljö och säkerhet |               |
|      | Oliv                             | KNAS            | Föreningen för de som studerar naturvetenskapligt basår/bastermin, matematikprogrammet, fysikprogrammet, biologiprogrammet eller ämneslärarprogrammen för matte/kemi/biologi | 2003          |
|      | Ljusgrön (varsel)                | ESN             | Erasmus Student Network | Gick med 2012 |
|      | Gröna med rosa revär             | Internationella | Karlstad studnetkår | 2024          |

## Karolinska Institutet - Medicinska Föreningen
| Färg | Färg                 | Utskott                                      | Program                                               |
| ---- | -------------------- | -------------------------------------------- | ----------------------------------------------------- |
|      | Röd, vit, gul, svart | Programutskottet                             | Alla                                                  |
|      | Safirblå             | Sjuksköterskesektionens Festligaste Kommitté | Sjuksköterskeprogrammet                               |
|      | Salviagrön           | Biomedicinska Utbildningssektionen           | Kandidatprogrammet i biomedicin, alla magisterprogram |

## Kungliga Tekniska högskolan
| Färg | Färg              | Program |
| ---- | ----------------- | --- |
|      | Lila              | Arkitektur (bär svart polotröja med lila sektionslogotyp), från och med 2019 har även Arkitektur lila overall                                                                                 |
|      | Grå jaquette      | Kongliga Bergssektionen |
|      | Svart och röd     | Civilingenjör- och Lärarprogrammet |
|      | Cerise            | Konglig Datasektionen |
|      | Svart och guld    | Doktorandsektionen för de som inte har overall från tidigare utbildning, då med framsidan kantad med guldband.                                                                                |
|      | Vit               | Konglig Elektrosektionen |
|      | Orange            | Konglig Fysiksektionen |
|      | Porterbrun        | Industriell ekonomi |
|      | Laserviolett      | Informationsteknik |
|      | Rödockra          | Ingenjörssektionerna (Campus, Flemingsberg, Södertälje) med olika revärer för respektive program, samt QMISK som lever kvar sedan Ingenjörssektionen Kista blev en del av Informationsteknik. |
|      | Gyllengul         | Konglig Kemisektionen |
|      | Röd, grön och blå | Sektionen för Medieteknik - färgerna används till band och spegater. De bär B-frack. |
|      | Ljusblå           | Medicinsk teknik (färgen tidigare använd av Väg- och vattenbyggnad innan sammanslagning 2003 med Lantmäteri och namnbytet till Samhällsbyggnad)                                               |
|      | Vackert röd       | Sektionen för Öppen Ingång (OPEN) |
|      | Buteljgrönt       | Samhällsbyggnad (samma färg tidigare använd av Skeppsbyggnad) |
|      | Djup cyan         | Energi och miljö |
|      | B-frack           | Kongliga Flygsektionen, Kungliga Maskinsektionen, Medieteknik (sektionsfärg används inte men på ryggen och ena ärmen finns sektionslogotyper)                                                 |
|      | Turkos            | Quarnevalen |

## Linköpings universitet[24]

### Oavsett utbildning
| Färg | Färg | Organisation/program                            |
| ---- | ---- | ----------------------------------------------- |
|      | Blå  | Utbytesstudent, samtliga program och fakulteter |

### Linköpings Tekniska Högskola
| Färg | Färg        | Revärer | Revärer                             | Organisation/program                                                                                |
| ---- | ----------- | ------- | ----------------------------------- | --------------------------------------------------------------------------------------------------- |
|      | Orange      |         | Blå                                 | Affärsjuridik                                                                                       |
|      | Kaki        |         | Gul och svart                       | Civilingenjör i elektronikdesign (Norrköping)                                                       |
|      | Brun        |         | Gul                                 | Civilingenjör i datateknik                                                                          |
|      | Brun        |         | Gul i röd                           | Civilingenjör i informationsteknologi                                                               |
|      | Brun        |         | Blå i gul                           | Civilingenjör i mjukvaruteknik                                                                      |
|      | Brun        |         | Limegrön i gul                      | Kandidatprogram i innovativ programmering                                                           |
|      | Grön        |         | Vit och gul                         | Civilingenjör i teknisk biologi                                                                     |
|      | Grön        |         | Gul, vit och vinröd                 | Civilingenjör / kandidat i kemisk biologi                                                           |
|      | Gul         |         | Grön                                | Civilingenjör i industriell ekonomi                                                                 |
|      | Gul         |         | Grön, blå, vit och röd              | Civilingenjör i industriell ekonomi internationell med fransk inriktning                            |
|      | Gul         |         | Grön, röd, gul och röd              | Civilingenjör i industriell ekonomi internationell med tysk inriktning                              |
|      | Gul         |         | Grön, blå, vit, röd                 | Civilingenjör i industriell ekonomi internationell med spansk inriktning                            |
|      | Gul         |         | Grön samt vit med röda cirklar      | Civilingenjör i industriell ekonomi internationell med japansk inriktning                           |
|      | Gul         |         | Grön samt röd med gula stjärnor     | Civilingenjör i industriell ekonomi internationell med kinesisk inriktning                          |
|      | Mörkblå     |         | Gul                                 | Datavetenskap (Kandidat och Masterprogram)                                                          |
|      | Lila        |         | Gul                                 | Högskoleingenjör (Linköping)                                                                        |
|      | Svart       |         | Gul                                 | Civilingenjör i teknisk fysik och elektroteknik                                                     |
|      | Svart       |         | Gul och grön                        | Civilingenjör i medicinsk teknik                                                                    |
|      | Svart       |         | Gul och orange                      | Civilingenjör i teknisk matematik                                                                   |
|      | Svart       |         | Gul, blå, vit och röd               | Civilingenjör i teknisk fysik och elektroteknik internationell med fransk inriktning                |
|      | Svart       |         | Gul, svar, vit och röd              | Civilingenjör i teknisk fysik och elektroteknik internationell med tysk inriktning                  |
|      | Svart       |         | Gul, röd, gul, röd                  | Civilingenjör i teknisk fysik och elektroteknik internationell med spansk inriktning                |
|      | Svart       |         | Gul samt vit med röda cirklar       | Civilingenjör i teknisk fysik och elektroteknik internationell med japansk inriktning               |
|      | Svart       |         | Gul samt röd med gula stjärnor      | Civilingenjör i teknisk fysik och elektroteknik internationell med kinesisk inriktning              |
|      | Röd och gul |         | Gul                                 | Civilingenjör i maskinteknik                                                                        |
|      | Röd och gul |         | Gul och orange resp. röd och orange | Civilingenjör i design och produktutveckling                                                        |
|      | Röd och gul |         | Gul och grön resp. röd och grön     | Civilingenjör i energi, miljö, management                                                           |
|      | Vinröd      |         | Ljusblå                             | Matematik (Kandidat och Masterprogram)                                                              |
|      | Vinröd      |         | Grön                                | Biologi (Kandidat och Masterprogram)                                                                |
|      | Vinröd      |         | Svart                               | Kemi (Kandidat och Masterprogram)                                                                   |
|      | Vinröd      |         | Blå                                 | Fysik (Kandidat och Masterprogram)                                                                  |
|      | Vinröd      |         | Gul                                 | Djurpsykologi (Kandidat)                                                                            |
|      | Buteljgrön  |         | Svart och gul                       | Grafisk design och kommunikation (Norrköping)                                                       |
|      | Grå         |         | Gul                                 | Högskoleingenjör byggteknik (Norrköping)                                                            |
|      | Orange      |         | Gul och svart                       | Civilingenjör i medieteknik (Norrköping)                                                            |
|      | Blå         |         | Gul och svart                       | Civilingenjör i kommunikation och transportsystem (Norrköping)                                      |
|      | Blå         |         | Vinröd                              | Kandidatprogram i flygtransport och logistik och Kandidatprogram i samhällets logistik (Norrköping) |

### Filosofiska fakulteten
| Färg                          | Revärer        | Organisation/program |
| ----------------------------- | -------------- | --- |
| Turkos                        | Vit, Blå       | Systemvetenskapliga programmet |
| Gulorangea Hängselbyxor       | Inga           | Socionomprogrammet |
| Gul                           | André          | Affärsjuridik |
| Vit                           | Blå, vit, röd  | Ekonomi (Internationella ekonomer har spansk/tysk/fransk flagga på en av fickorna)                                                                                   |
| Vit                           | Röd, gul, grön | Personal- och arbetsvetenskap |
| Grön                          | Reflexer       | Kognitionsvetenskap |
| Blå                           | Rosa           | Politices kandidat/magister |
| Vit                           | Lila, Svart    | Kandidatprogrammet för Religionsvetenskap |
| Vit                           | Blå, Grön      | Beteendevetenskaplig Grundkurs |
| Svart                         | Röd            | Statistik & dataanalysprogrammet |
| Svart                         | Röd och vit    | Kommunikation, Samhälle och Medieproduktion (Campus Norrköping) |
| Svart                         | Vita           | Sektionen SeKeL (Programmet för Kulturvetenskap och fristående kurser i litteratur- och konstvetenskap, historia, filosofi samt medie- och kommunikationsvetenskap). |
| Grön                          | Ljusgrön       | Psykologprogrammet |
| Blå                           | Grön           | Miljövetarprogrammet (Campus Norrköping) |
| Orange                        | Röd            | Samhälls- och kulturanalys |
| Limegröna/svarta hängselbyxor | Svart          | Sektionen för Slöjd, Hantverk och Formgivning |
| Vit (Hängselbyxor)            | Guld           | Turismprogrammet – Kulturarv och Naturmiljö |
| Blå                           | Vit, Orange    | Samhällsplanerarprogrammet (mästeriet har korta blåa hängselbyxor och orangea knästrumpor)                                                                           |
| Jeansblå                      | Vit, grön      | Kandidatprogrammet i Globala Studier |

### Utbildningsvetenskap
| Färg | Revärer            | Organisation/program |
| ---- | ------------------ | --- |
| Röd  | Svart              | Lärarprogrammen i Linköping (festerister har tudelad svart/röd overall och fadderister en vit respektive svart ärm) Färgerna är ett arv från Grundskollärarprogrammet. |
| Röd  | Grön, silver, grön | Lärarprogrammen i Norrköping (mästeriet har korta röda hängselbyxor).                                                                                                  |

### Medicinska fakulteten (tidigare Hälsouniversitetet)
| Färg | Färg                                                           | Organisation/program    |
| ---- | -------------------------------------------------------------- | ----------------------- |
|      | Vit läkarrock från studentens hemlandsting, omsydd till frack. | Läkare                  |
|      | Vinröda hängselbyxor                                           | Arbetsterapeut          |
|      | Olivgröna hängselbyxor                                         | Medicinsk biologi       |
|      | Marinblå hängselbyxor                                          | Fysioterapeut           |
|      | Lila hängselbyxor                                              | Sjuksköterska           |
|      | Röda hängselbyxor                                              | Logoped                 |
|      | Turkosa hängselbyxor                                           | Biomedicinsk analytiker |

## Linnéuniversitetet

### Kalmar
| Färg | Färg                 | Förening/Nation                                                                                         |
| ---- | -------------------- | --- |
|      | Grå                  | Sjöfartshögskolan; Sjökapten, sjöingenjör och drifttekniker                                             |
|      | Röd                  | Studentföreningen Prima Ingenjörer I Kalmar; Teknologer och IT-vetare                                   |
|      | Vit                  | Calmare Naturvetenskapliga Studentförening; Medicin, optiker, NO-ämnen                                  |
|      | Orange               | Kalmar Rostad Linjeförening; Lärare                                                                     |
|      | Lila/Indigo          | Kalmar Ekonomistuderandes Sällskap; Ekonomer                                                            |
|      | Blå                  | Humanus – Humanvetenskapliga Institutionen; Sjuksköterskor, socionomer, sjukgymnaster och idrottsvetare |
|      | Svart                | Linnaeus Kultura – Konst & Humaniora och Samhällsvetenskap                                              |
|      | Grön                 | Erasmus Student Network Kalmar; Utbytesstudenter                                                        |
|      | Turkosa hängslebyxor | Kommunikation, Media och Reklam.                                                                        |

### Växjö
| Färg | Färg        | Förening |
| ---- | ----------- | --- |
|      | Lila        | Växjöteknologerna |
|      | Orange      | Pedagogalliansen Växjö – Lärare |
|      | Hallonröd   | Samhällsvetarna – Europastudier, Internationella samhällsprogrammet, Freds- och utvecklingsstudier, Sociologiprogrammet, Statsvetarprogrammet, sustainable democracy and governance samt kriminologi. |
|      | Vit         | Växjö Datautbildningar – Institutionen för Data, Fysik och Matematik |
|      | Vinröd      | Växjös Internationella Språkvetare, Kommunikatörer och Administratörer |
|      | Turkos      | Växjö Internationella Studenter / Erasmus Student Network Växjö Utbytesstudenter |
|      | Ljuslila    | Kulturledare, Musikproducenter, Biblioteks- och Informationsprogrammet och Design + Change |
|      | Ljusgrön    | EHVS- Ekonomihögskolan i Växjös studentförening. Civilekonomprogrgammet |
|      | Svart       | EHVS - marknadsföring |
|      | Blå         | EHVS - nationalekonomi |
|      | Rosa        | EHVS - Enterprising Business Development |
|      | Lila        | EHVS- Civilekonomprogrammet, bärs av sexmästeriet SexIE |
|      | Gul         | Personal- och arbetsliv |
|      | Röd         | Socionomer, socialpedagoger och sjuksköterskor |
|      | Mörkgrön    | Coaching & Sport Management |
|      | Smaragdgrön | Psykologstudenter |

## Luleå Tekniska Universitet

### Luleå
| Färg | Färg                               | Program                                |
| ---- | ---------------------------------- | -------------------------------------- |
|      | Svart                              | Rymdteknik                             |
|      | Orange med Lila ärm                | Y, Teknisk fysik med elektroteknik     |
|      | Gul                                | Datateknik                             |
|      | Gul, svart revär                   | Datateknik M.ing                       |
|      | Aquamarine                         | AI, Tillämpad Artificiell intelligens  |
|      | Vit med gul ärm                    | Statsvetenskap                         |
|      | Vit med klarröd ärm                | Systemvetenskap                        |
|      | Vit med svart ärm                  | Digital tjänsteutveckling              |
|      | Vit med blå ärm                    | Grafisk Design                         |
|      | Vit med Orange ärm                 | Rättsvetenskap                         |
|      | Vit med grön ärm                   | Psykologi                              |
|      | Vit med rosa ärm                   | Sociologi                              |
|      | Grå med röd ärm                    | Arkitektur                             |
|      | Grå med grön ärm                   | NRT, Naturresursteknik                 |
|      | Grå med orange ärm                 | Brandingenjör                          |
|      | Grå med gul ärm                    | Underhållsteknik                       |
|      | Grå med vit ärm, svart revär       | Samhällsbyggnad                        |
|      | Grå med svart ärm                  | HPK, Hållbar process- och kemiteknik   |
|      | Grå med blå ärm                    | Samhällsbyggnadsteknik                 |
|      | Mörk blå                           | Industriell ekonomi                    |
|      | Grön                               | Öppen ingång                           |
|      | Röd                                | Maskinteknik                           |
|      | Röd med vit ärm                    | Tekniskt basår                         |
|      | Röd med grön ärm                   | Teknisk design                         |
|      | Röd med grön ärm, svart revär      | Teknisk design M.ingång                |
|      | Röd med schackrutig ärm            | Hållbar energiteknik                   |
|      | Röd med svart ärm                  | Bilsystemteknik                        |
|      | Röd med gula stjärnor över blå ärm | EEIGM, Internationell Materialteknik   |
|      | Rosa med rosa ärm                  | Ekonomie kandidat                      |
|      | Rosa med svart ärm                 | Civilekonom                            |
|      | Rosa med lila ärm                  | Internationell ekonomi                 |
|      | Rosa med royalblå ärm              | Fastighetsmäklare                      |
|      | Mörkviolett med orange ärm         | Ämneslärare, gymnasieskolan            |
|      | Mörkviolett med rosa ärm           | Grundlärare, årskurs 4-6               |
|      | Mörkviolett med klarröd ärm        | Grundlärare, Förskoleklass – årskurs 3 |
|      | Mörkviolett med gul ärm            | Pedagog Förskola                       |
|      | Mörkviolett med turkos ärm         | Hälsovägledning                        |
|      | Mörkviolett med marinblå ärm       | Fysioterapeut                          |
|      | Mörkviolett med ljusblå ärm        | Sjuksköterska                          |
|      | Mörkviolett med ljusgrön ärm       | Röntgensköterska                       |
|      | Mörkviolett med mörkgrön ärm       | Arbetsterapeut                         |

### Skellefteå
| Färg | Färg                 | Program                                   |
| ---- | -------------------- | ----------------------------------------- |
|      | Svart med vit ärm    | Datorspelsutveckling                      |
|      | Grå med vit ärm      | Datorgrafik (f.d Digital design)          |
|      | Ljusgrön med vit ärm | Datornätverk                              |
|      | Röd med vit ärm      | Filmdesign (f.d Scen- och attributmakeri) |
|      | Ljusblå med vit ärm  | Socionom                                  |
|      | Rosa med vit ärm     | Sjuksköterska                             |
|      | Orange med vit ärm   | Maskin- och energiteknik                  |
|      | Gul med vit ärm      | Ekonom                                    |
|      | Mörklila med vit ärm | Förskollärare                             |
|      | Vinröd med vit ärm   | Tekniskt basår                            |
|      | Blå med vit ärm      | Processoperatör                           |

## Lunds universitet
| Färg | Färg                 | Program                                                                   |
| ---- | -------------------- | ------------------------------------------------------------------------- |
|      | Orange               | Teknisk fysik, teknisk matematik, teknisk nanovetenskap (F-sektionen)     |
|      | Vit                  | Elektroteknik, medicin och teknik (E-sektionen)                           |
|      | Röd                  | Maskinteknik (M-sektionen)                                                |
|      | Blå                  | Väg- och vattenbyggnadsteknik (V-sektionen)                               |
|      | Lila                 | Arkitekt, Industridesign (A-sektionen)                                    |
|      | Gul                  | Kemiteknik, bioteknik (K-sektionen)                                       |
|      | Rosa (Bruna år 1982) | Datateknik, Information- och Kommunikationsteknik (InfoCom) (D-sektionen) |
|      | Svart                | Brandingenjör (V-sektionen)                                               |
|      | Grön                 | Lantmäteri (V-sektionen)                                                  |
|      | Marinblått           | Högskoleingenjörsutbildningar (ING-sektionen)                             |
|      | Turkos               | Ekosystemteknik & Risk, säkerhet och krishantering (W-sektionen)          |
|      | Bordeaux             | Industriell ekonomi (I-sektionen)                                         |

## Malmö universitet[47]
| Färg | Färg | Fakultet             |
| ---- | ---- | -------------------- |
|      | Röd  | Hälsa och samhälle   |
|      | Blå  | Kultur och samhälle  |
|      | Gul  | Lärande och samhälle |
|      | Grön | Teknik och samhälle  |

## Mittuniversitetet

### Sundsvall
| Färg | Färg   | Förening                                  | Program                                                                            |
| ---- | ------ | ----------------------------------------- | ---------------------------------------------------------------------------------- |
|      | Blå    | Sundekon (Sundsvalls ekonomer)            | Ekonomi                                                                            |
|      | Lila   | µtec "Mytec" (Teknologer och naturvetare) | Civilingenjör, högskoleingenjör, tekniker och biomedicinska analytiker             |
|      | Vit    | Emboli                                    | Sjuksköterskeutbildning, Institutionen för hälsovetenskap                          |
|      | Gul    | JFS (Journalistföreningen Sundsvall)      | Journalistik                                                                       |
|      | Svart  | Committ                                   | Kommunikation och PR samt Grafisk design                                           |
|      | Orange | International Committee                   | Internationella studenter oavsett program                                          |
|      | Rosa   | SUS (Samhälle Utbildning Sundsvall)       | Samhällsvetare och statsvetenskap, ämneslärare, grundskollärare samt förskollärare |

### Östersund
| Färg | Färg                       | Förening                     | Program                                |
| ---- | -------------------------- | ---------------------------- | -------------------------------------- |
|      | Marin                      | Smartsek                     | Byggingenjör                           |
|      | Kaktus                     | Smartsek                     | Ekoingenjör, Ekoentreprenör, Ekoteknik |
|      | Solros                     | Smartsek                     | Sportteknologi, Maskiningenjör         |
|      | Lime                       | Smartsek                     | Systemutveckling, Programvaruteknik    |
|      | Rosa                       | Stek                         | Ekonomi                                |
|      | Mullvad                    | Stek                         | Förvaltningsjuridik                    |
|      | Mörk viol                  | Stek                         | Turism- och destinationsutveckling     |
|      | Fuchsia                    | Seksih                       | Ämneslärare, Förskollärare             |
|      | Tomat                      | Seksih                       | Idrottsvetenskap                       |
|      | Vit                        | Seksih                       | Sjuksköterska                          |
|      | Allmogeblå                 | Spark                        | Personal och arbetsliv                 |
|      | Orange                     | Spark                        | Risk- och krishantering                |
|      | Svart                      | Soasek                       | Socionom                               |
|      | Blåklint med gula detaljer | IC (International Committee) | Internationella studenter              |
|      | Bordeaux                   | Mittpsykologerna             | Psykologi                              |
|      | Mocca                      |                              | Basår, fria kurser                     |

## Högskolan i Skövde
|  | Färg      | Program/Förening/Sektion                                      |
|  | --------- | ------------------------------------------------------------- |
|  | Orange    | Spelföreningen "AGES"                                         |
|  | Neongul   | DHISK/Datasektionen (utgått)                                  |
|  | Lila      | SKHUM/Humaniora (utgått)                                      |
|  | Anovagrön | Vitae/Biomedicin, Humaniora och naturvetenskap                |
|  | Brun      | SKHILS/Nya data och humaniora (utgått)                        |
|  | Grå       | SKILLS /Nya nya datasektionen                                 |
|  | Vit       | ESS & HISTEK/Ingenjörsektionen och kvasiförening              |
|  | Mörkblå   | BEST/Beteendevetenskap studiesocial förening (utgått)         |
|  | Ljusblå   | Safir & SköEkon/Ekonomi-sektionen och kvasiförening           |
|  | Mörkgrön  | SköSjuk /Sjuksköterskesektionen                               |
|  | Vinröd    | SPEAK/Språk (utgått)                                          |
|  | Svart     | Skövde Sexmästeri                                             |
|  | Vit väst  | S.O.S. - Skövdes Organiserade Sällskapsresande /kvasiförening |
|  | Rosa      | SMS – Studenternas Musikförening i Skövde                     |

## Stockholms universitet
| Färg | Färg                                  | Organisation                                                                |
| ---- | ------------------------------------- | --------------------------------------------------------------------------- |
|      | Kungsblå                              | Juridiska föreningens klubbmästeri                                          |
|      | Svart, guldrevärer på benen           | DISKs klubbmästeri                                                          |
|      | Vit kropp, buteljgröna ärmar och ben. | Naturvetenskapliga Föreningens klubbmästeri                                 |
|      | Vit                                   | Föreningen Ekonomerna                                                       |
|      | Solgul                                | SUS Klubbmästeri                                                            |
|      | Lila                                  | Föreningen Lärarstudenternas Klubbmästeri, f.d Lärarhögskolans Klubbmästeri |
|      | Orange                                | Stockholms Personalvetarförening (STHLMUP)                                  |
|      | Vinröd, vit överdel                   | Socionomstudenternas Fakultetsförening (SoFa)                               |
|      | Kaffebeige                            | Stockholms Arkeologer (STARK)                                               |
|      | Turkos                                | Kriminologiska Ämnesrådet (KRÄM)                                            |

## Uppsala universitet

### Teknisk-naturvetenskapliga fakulteten
| Färg | Färg             | Program | Sektion                                                |
| ---- | ---------------- | --- | ------------------------------------------------------ |
|      | Typ (?) Röd      | Kandidatprogrammet i datavetenskap, masterprogrammet i datavetenskap, masterprogrammet dataanalys, masterprogrammet i bildanalys och maskininlärning                               | Uppsala Datavetare                                     |
|      | Rosa             | Civilingenjörsprogrammet i elektroteknik, högskoleingejörsprogrammet i elektroteknik, masterprogrammet i förnybar elgenerering, Ledarskapsprogram-Gotland                          | Uppsala Studentförening Elektroteknik (USE)            |
|      | Turkos           | Civilingenjörsprogrammet i energisystem | Föreningen Energisystem-teknologerna (FET)             |
|      | Gul              | Civilingenjörsprogrammet i teknisk fysik | Föreningen Uppsala Tekniska Fysiker (FUTF)             |
|      | Mörkblå          | Högskoleingenjörprogrammet i maskinteknik, högskoleingenjörsprogrammet i byggteknik, högskoleingenjörsprogrammet i kärnkraftteknik, högskoleingenjörsprogrammet i medicinsk teknik | Uppsala Ingenjörsförening (H-sektionen)                |
|      | Vinröd           | Civilingenjörsprogrammet i informationsteknologi, masterprogrammet i inbyggda system                                                                                               | Föreningen IT-sektionen                                |
|      | Mörkgrön         | Civilingenjörsprogrammet i kemiteknik | K-sektionen                                            |
|      | Grön             | Kandidatprogrammet i biologi, masterprogrammet i biologi, masterprogrammet i tillämpad bioteknik                                                                                   | Biologiska Ämnesrådet (BÄR)                            |
|      | Mörkblå labbrock | Kandidatprogrammet i fysik, masterprogrammet i fysik, masterprogrammet i tillämpad beräkningsvetenskap                                                                             | Fysikums Kamratförening (FysKam)                       |
|      | Khaki            | Kandidatprogrammet i geovetenskap, masterprogrammet i geovetenskap, masterprogrammet i hållbar utveckling                                                                          | Geovetenskapliga Rådet för Uppsalas Studenter (GRUS)   |
|      | Vinröd labbrock  | Kandidatprogrammet i kemi, masterprogrammet i kemi | Intresseföreningen Uppsala Akademiska Kemister (IUPAK) |
|      | Lila labbrock    | Ämneslärarprogrammet med inriktning mot minst ett naturvetenskapligt ämne | Lärarnas naturvetenskapliga förening (LärNat)          |
|      | Svart morgonrock | Kandidatprogrammet i matematik, masterprogrammet i matematik | Möbius                                                 |
|      | Lila             | Civilingenjörsprogrammet i teknisk fysik med materialvetenskap | QUBE                                                   |
|      | Svart            | Civilingenjörsprogrammet i system i teknik och samhälle, masterprogrammet i industriell ledning och innovation                                                                     | Studentföreningen för STS-sektionen (SSTSS)            |
|      | Ljusblå          | Civilingenjörsprogrammet i miljö- och vattenteknik | We are W-Engineers (WAWE)                              |
|      | Ljusgrön         | Civilingenjörsprogrammet i molekylär bioteknik, masterprogrammet i bioinformatik, masterprogrammet i molekylär bioteknik                                                           | Studentföreningen Intresse och Nöje för X (SFINX)      |
|      | Orange           | Civilingenjörsprogrammet i industriell ekonomi | I-sektionen                                            |

### Andra sektioner
| Färg | Färg                       | Program                                  | Sektion                                    |
| ---- | -------------------------- | ---------------------------------------- | ------------------------------------------ |
|      | Mintgrön                   | Biomedicinprogrammet                     | MedSek                                     |
|      | Röd med gul rand           | Samtliga program                         | Finlandssvenska Studenter i Uppsala (FiSU) |
|      | Mörkgrön/Farmacevtisk grön | Apotekarprogrammet, Receptarieprogrammet | Farmacevtiska Studentkåren (Farmis)        |

## Umeå universitet
| Färg | Färg                       | Program |
| ---- | -------------------------- | --- |
|      | Royal blå                  | Naturvetarutbildningarna i biologi och geovetenskap (blått ludd på kragen är symbol för medlemmar i festeriet Hooloovoo)                                        |
|      | Grå                        | Högskoleingenjör i maskinteknik (en svart hatt bärs av medlem i programmets festeri, H.O.M.E.R)                                                                 |
|      | Gul                        | Civilingenjör i industriell ekonomi / Arkeologiska programmet                                                                                                   |
|      | Ljusgul                    | Digital Medieproduktion |
|      | Khaki                      | Civilingenjör i interaktion och design (röda hängslen bärs av medlem i programmets festeri, indivID)                                                            |
|      | Ljusblå                    | Civilingenjör i teknisk datavetenskap (en röd frack bärs av medlem i programmets festeri, Piraya)                                                               |
|      | Ljusblå med mörklila revär | Kandidat/Masterutbildning i datavetenskap (en röd frack bärs av medlem i programmets festeri, Piraya)                                                           |
|      | Ljuslila                   | Biomedicinsk analytikerprogrammet |
|      | Ljusgrön                   | Life science |
|      | Mörkblå                    | Civilingenjör i energiteknik (röda horn eller röd slips bärs av medlemmar i F-sektionens festeri Faust)                                                         |
|      | Mörkgrön                   | Civilingenjör i bioteknik (en komönstrad väst samt kotyg på benet bärs av medlem i programmets festeri, Mamma Muu)                                              |
|      | Mörklila                   | Biomedicinprogrammet |
|      | Mörklila med gul revär     | Kandidatprogrammet i matematik (generaler bär guld revär) |
|      | Neongrön                   | Arkeologprogrammet. |
|      | Neongrön med reflex        | Branschutbildningen för museer och kulturarv |
|      | Magenta/Ceriserosa         | Arkitektprogrammet och kandidatprogrammet i industridesign |
|      | Orange                     | Högskoleingenjör i byggteknik |
|      | Röd med reflex             | Sjuksköterske- och röntgensjuksköterskeprogrammet . |
|      | Ljusgrå                    | Lärarprogrammet. Ämneslärarna har grön revär, grundlärarna har blå revär.                                                                                       |
|      | Svart                      | Civilingenjör i teknisk fysik (röda horn eller röd slips bärs av medlemmar i F-sektionens festeri Faust)                                                        |
|      | Turkos                     | Kandidatprogrammet i miljö- och hälsoskydd samt kandidatprogrammet i miljövetenskap med hållbarhetsprofil (en smhurfmössa bärs av medlemmar i festeriet SMHURF) |
|      | Vinröd                     | Högskoleingenjör i energiteknik (en svart hatt bärs av medlem i programmets festeri, H.O.M.E.R)                                                                 |
|      | Vit                        | Högskoleingenjör i elektronik och datorteknik/medicinsk teknik                                                                                                  |
|      | Brun                       | Kandidatprogramet i litteraturvetenskap och kreativt skrivande, samt biblioteks- och informationsvetenskap                                                      |
|      | Maroon                     | Beteendevetarsektionen (färg på namn indikerar vilket program inom sektionen man läser)                                                                         |
|      | Blekrosa                   | Tandteknikerprogrammet |
|      | Korall                     | Socionomprogrammet |
|      | Mörkgrön hängslebyxor      | Programmet i statistik och data science |

## Örebro universitet
| Färg | Färg    | Sektion    | Ämnesområden                                  |
| ---- | ------- | ---------- | --------------------------------------------- |
|      | Röd     | Corax      | Humaniora, utbildnings- och samhällsvetenskap |
|      | Orange  | GIH        | Idrott och hälsa                              |
|      | Maroon  | Grythyttan | Restaurang- och hotellhögskolan               |
|      | Ljusblå | Nexus      | Internationella studenter                     |
|      | Rosa    | Qultura    | Musikhögskolan                                |
|      | Gul     | Serum      | Hälsovetenskaper och medicinska vetenskaper   |
|      | Mörkblå | Sesam      | Ekonomi, informatik och statistik             |
|      | Svart   | Sobra      | Juridik, psykologi och socialt arbete         |
|      | Lila    | TekNat     | Naturvetenskap och teknik                     |